# Garlate
Garlate (v dialektu brianzolo Garlaa) je severoitalská obec u Comského jezera, nazývaného v zátoce Lago di Garlate v provincii Lecco v Lombardii, ve které v roce 2017 žilo 2744 obyvatel, z toho 206 imigrantů z Afriky.

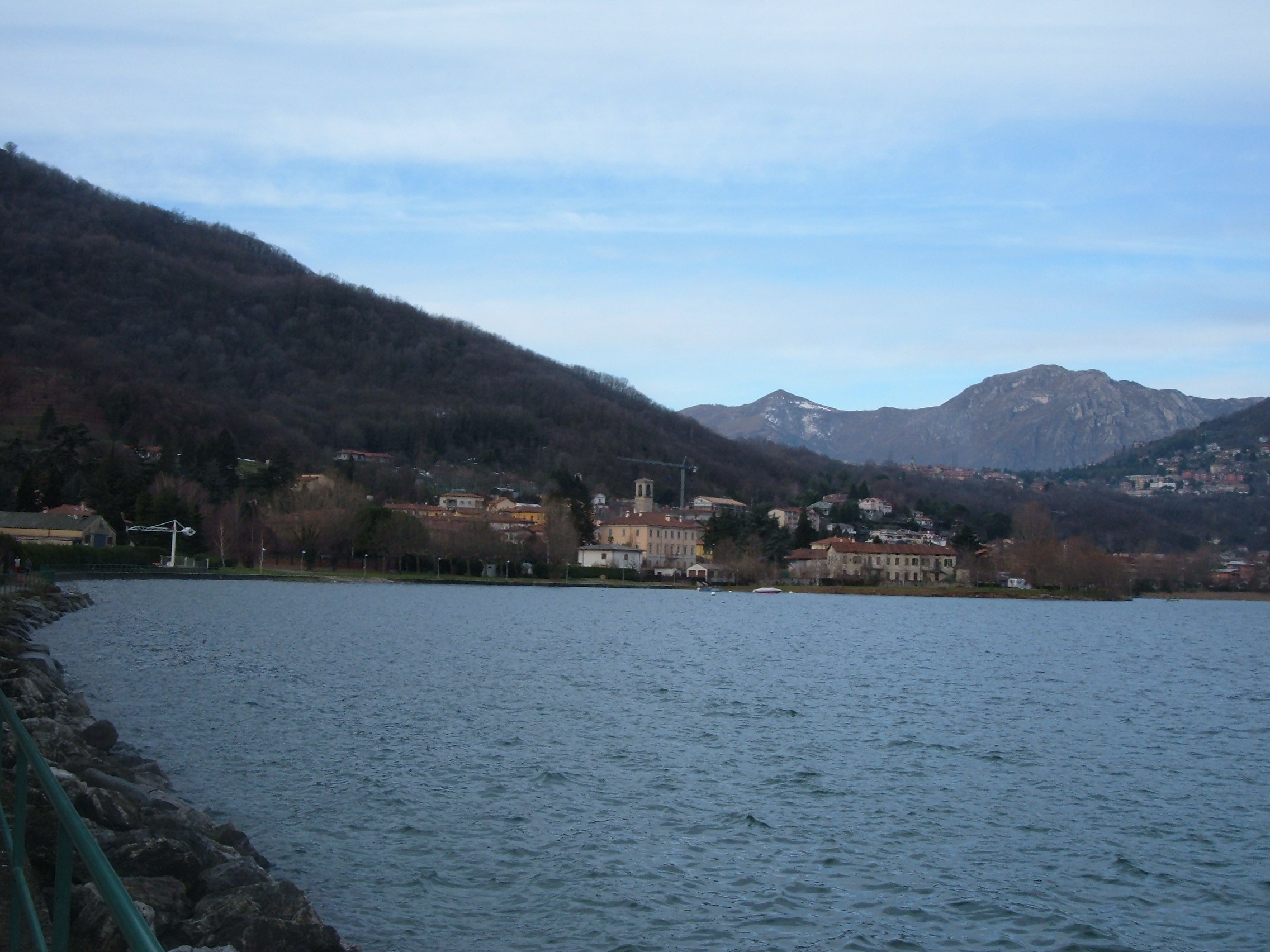
Garlate na jezeře Como

## Geografie
Garlate leží u jezera pod vápencovým masivem Orobských Alp, jehož dominantou je hora Grigna s vrcholem ve výšce 2410 metrů nad mořem.

## Historie
Místo bylo osídleno od doby římské, kdy tudy procházela významná silnice a obchodní cesta Via Spluga, která vedla přes průsmyk Spluga a spojovala Milán s Lindau na Bodamském jezeře.

## Pamětihodnosti
- Kostel sv. Štěpána (Santo Stefano) - původem raně středověký, se starou kampanilou, přestavěn v baroku; patron městečka, jeho svátek se každoročně slaví 26. prosince
- Kostel svatých Kosmy a Damiána - raně barokní
- Civico Museo della setta - místní muzeum hedvábnictví, vedené nadací Abegg Stiftung v budově bývalé továrny na hedvábí (italsky se nazývala filanda),  založené roku 1841 podnikatelem Gaetanem Bruni a vedené dále rodinou Gnecchi; v roce 1887 byla filanda zakoupena rodinou textilních podnikatelů Abeggů z Curychu. K vybavení patří původní hydraulický stroj filatorium na skaní hedvábných vláken, tkalcovské stavy a další stroje. V expozici jsou předváděny výrobní postupy od rozmotávání kokonu (kukly bource morušového) přes jeho skaní až po tkaní a hotové výrobky. V muzeu se promítají dokumentární historické filmy z první třetiny 20. století.  Vedle budovy je vysázen morušový háj.

## Galerie

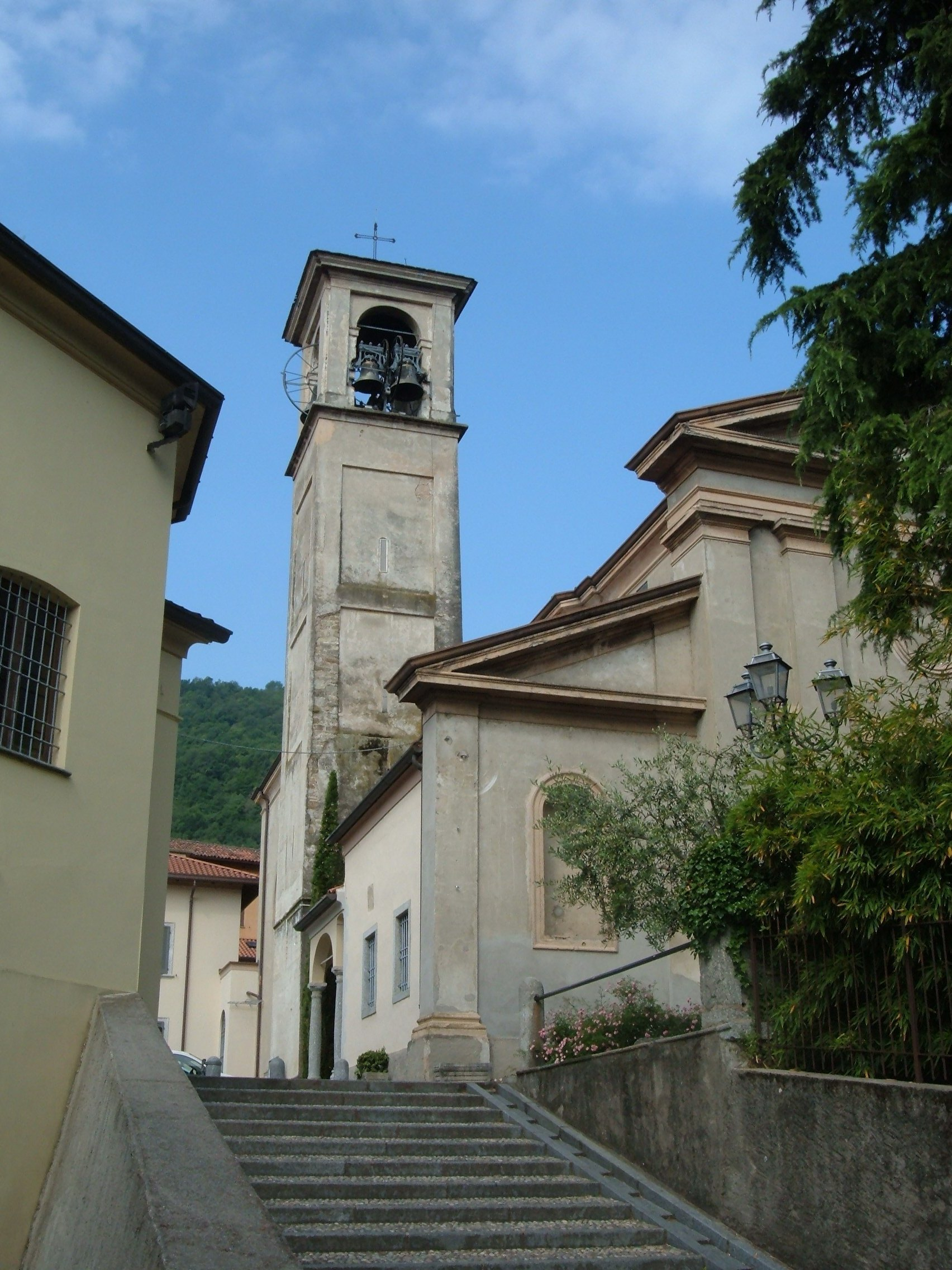
Kostel sv. Štěpána
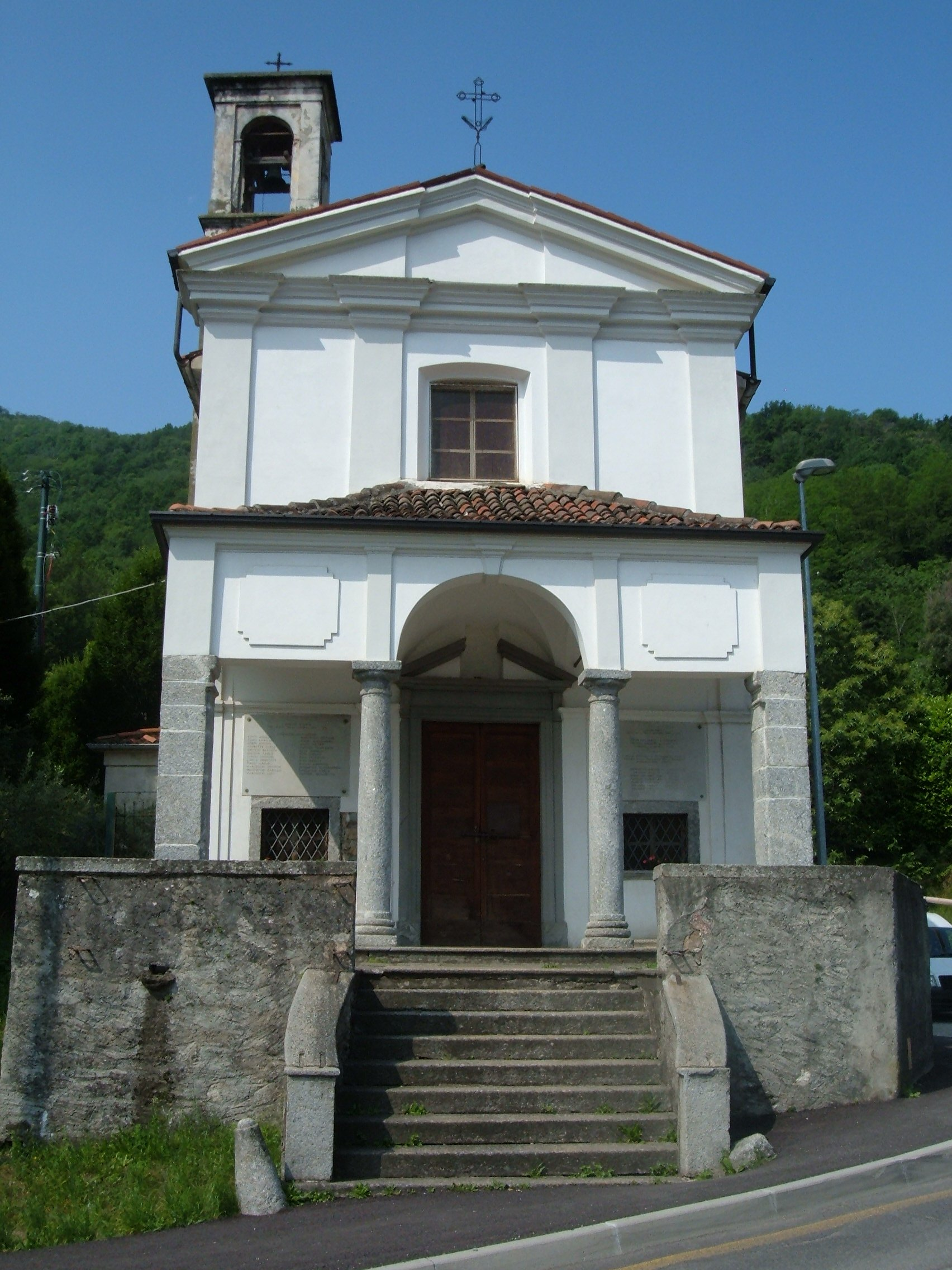
Kostel sv. Kosmy a Damiána
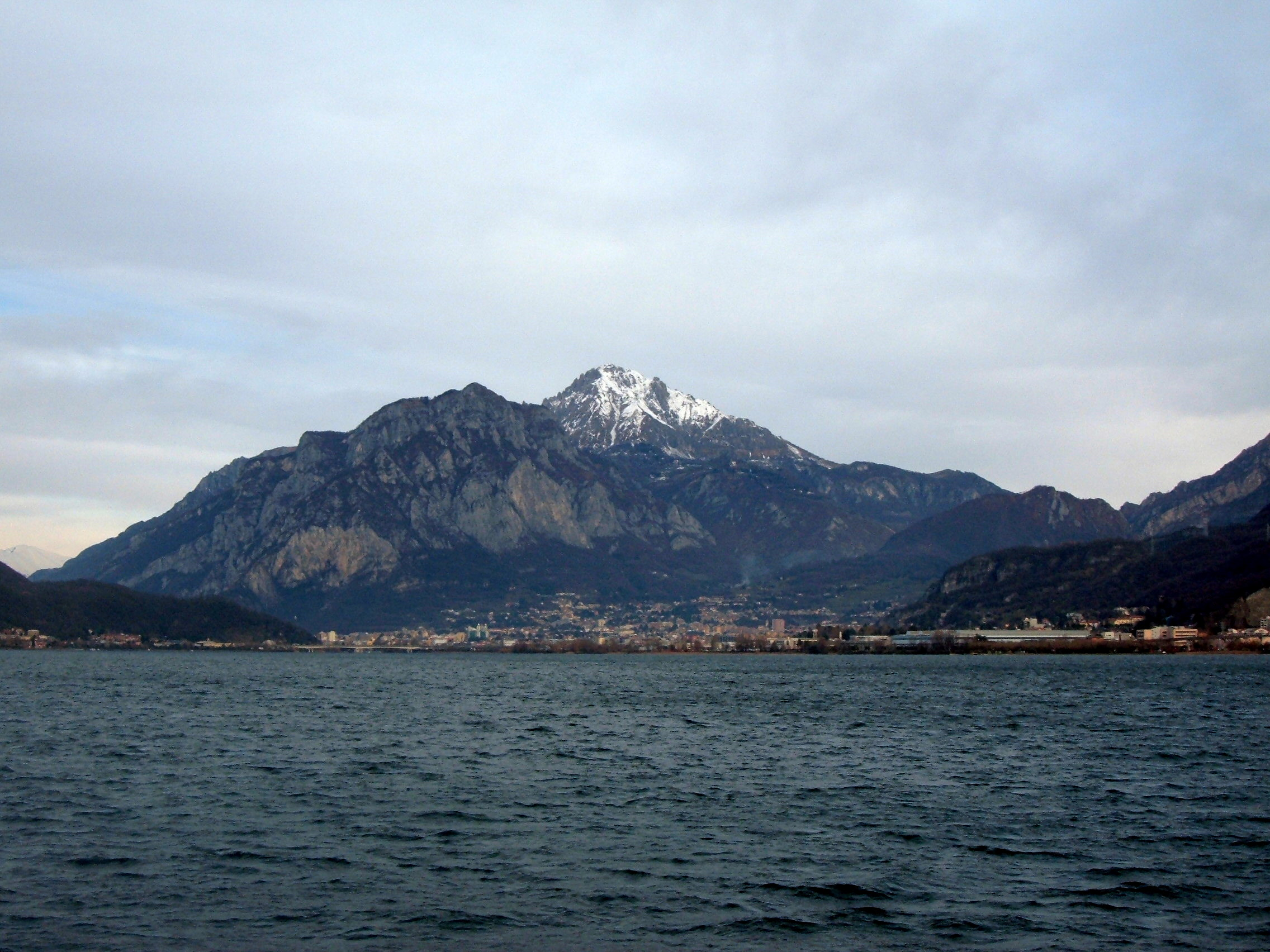
Lago di Garlate - jezero a hora Grigna